# Baie de Cavalaire
La baie de Cavalaire, ou parfois baie de Valmer, est une baie de la mer Méditerranée qui se situe dans le Var en France. Elle se trouve au sud de la presqu'île de Saint-Tropez. La baie de Cavalaire est entourée par deux caps : le cap Cavalaire à l'ouest et le cap Lardier à l'est. Elle tient son nom de la ville de Cavalaire-sur-Mer.

Carte de la presqu'île de Saint-Tropez avec la baie de Cavalaire au sud (nommée ici baie de Valmer).